# Статуя Аменемхета III (ГМИИ)
Статуя Аменемхета III — скульптурный портрет фараона XII династии Древнего Египта, правившего приблизительно в 1853 — 1806 годах до н. э. Считается произведением высочайшего художественного уровня. Выполнен из базальта. Размеры 29 х 16 х 20 см. Происходит из коллекции Владимира Семёновича Голенищева. Ныне хранится в Государственном музеи изобразительных искусств им. А. С. Пушкина (ГМИИ) в Москве.

## Описание
Статуя выполнена из базальта; сохранилась по пояс. Среди других утрат: отсутствует правая рука ниже локтя и несколько незначительных сколов. Сохранился фрагмент плиссированного передника, указывающий на первоначальную композицию скульптуры: фараон, восседающий на троне с лежащими на коленях руками. Размеры сохранившейся скульптуры: высота 29 см, ширина 16 см, глубина 20 см. Бюст покоится на подставке, представляющей собой позднюю догипсовку, покрытую чёрной краской.

## Коллекция В. С. Голенищева
Статуя происходит из коллекции Владимира Семёновича Голенищева. Исследователи отмечают, что этот артефакт «определённо» был у египтолога уже осенью 1889 года, и что приобретение его вне пределов Египта маловероятно. Отсюда делается вывод, что Голенищев мог купить скульптуру во время своей поездки 1888—1889 годов (однако информация о подобной покупки в сообщениях Голенищева отсутствует).

## Выставки
Статуя Аменемхета III находится в постоянной экспозиции Государственного музея изобразительных искусств им. А. С. Пушкина в Москве, зал № 1, так называемый «Египетский зал». В музее существует специализированная экскурсионная программа, посвящённая фараону и его статуи — «Аменемхет III – бог и человек». В 2016 году к 160-летию со дня рождения В. С. Голенищева прошла выставка «Два Аменемхета: портреты одного царя эпохи Среднего царства», на которой впервые были показаны вместе оба скульптурных портрета фараона, хранящихся в России.
Крупнейшие выставки:
2016 год — Два Аменемхета: портреты одного царя эпохи Среднего царства (2 февраля — 9 мая 2016, ГМИИ, Москва);
2016 год — Два Аменемхета (24 мая — 9 сентября, Государственный Эрмитаж, Санкт-Петербург).
24 мая 2016 года в рамках конференции «Петербургские египтологические чтения», были представлены научные доклады, посвящённые статуям: «Аменемхет III: черты царской скульптуры в частных изображениях» Д. В. Ванюковой и «Аменемхеты из собрания В. С. Голенищева» Н. В. Лаврентьевой.